# باول شوجربيكر
باول شوجربيكر (بالإنجليزية: Paul Sugarbaker)‏ هو جراح أمريكي، ولد في 28 نوفمبر 1941 في بالتيمور في الولايات المتحدة.